# Best of the Blogs
Best of the Blogs (The BOBs) is een jaarlijkse internationale weblog verkiezing waarbij de beste weblogs in vijf categorieën worden bekroond. Het initiatief voor de Best of the Blogs werd in 2004 genomen door Deutsche Welle, dat de competitie organiseert in tien talen. Sinds 2005 organiseert Radio Nederland Wereldomroep de Nederlandse versie van deze competitie. De Arabische competitie wordt door de Wereldomroep mede-georganiseerd.
The BOBs starten jaarlijks op 31 augustus; International Weblog Day. Publiek en jury kunnen bij deze verkiezing bepalen welke weblogs boven de rest uitstijgen. Kenmerkend voor the BOBs is de indeling in categorieën, waardoor ook minder bekende blogs in de prijzen kunnen vallen. Zo zijn er naast de categorie beste weblog ook prijzen voor beste audio- en video-podcast, een blogwurst award voor het meest banale, schokkende of excentrieke weblog, een Reporters zonder Grenzen Award voor inzet voor vrijheid van meningsuiting en een beste weblog per taal.
In 2006 behaalde GeenStijl de vierde plek in de strijd om de blogwurst award, Wij blijven hier! werd achtste bij categorie Reporters zonder Grenzen. Het weblog van Wim de Bie, genaamd Bieslog, krijgt een eervolle vermelding van het publiek in de categorie watchblog. Frankwatching.com werd in 2007 gekozen als beste Nederlandstalige weblog, Volkskrantblog werd zesde in categorie beste weblog.